# Yannick Vandersmissen
Yannick Vandersmissen (18 april 1998) is een Belgisch voetballer die sinds 2020 uitkomt voor Lommel SK.

## Carrière
Vandermissen ruilde in 2019 de beloften van Sint-Truidense VV voor AS Verbroedering Geel. Na een seizoen in Tweede klasse amateurs stapte hij over naar Lommel SK.
1 Fiermarín ·
3 Lemoine ·
4 Wuytens ·
5 Kis ·
6 Neven  ·
7 Henkens ·
8 Rosa ·
9 Saito ·
10 Agyepong ·
11 Kadiri ·
12 Lambrix ·
14 Tolinsson ·
16 Verschueren ·
17 Belghali ·
18 Þórðarson ·
19 Arzani ·
20 De Busser ·
21 Troonbeeckx ·
22 Kabongo ·
23 Vandersmissen ·
24 Boussouf ·
25 Aminu ·
27 Caio Roque ·
28 Anello ·
29 Aguilar ·
32 Talvitie ·
Coach: Van der Veen